# Thomas Wedgwood

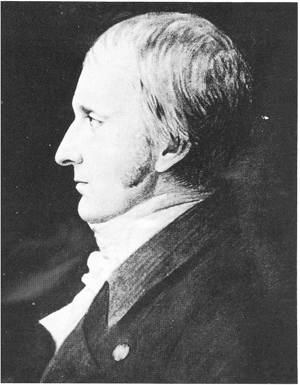

Thomas Wedgwood (14 de Maio de 1771 – 10 de Julho de 1805), filho de Josiah Wedgwood, um famoso ceramista, foi um químico e um dos pioneiros da fotografia. Experimentou com compostos de prata e outros materiais para tentar fixar uma imagem fotograficamente.
É por vezes chamado de Padrinho da Fotografia.